# Yacuitella nana
Yacuitella nana là một loài nhện trong họ Salticidae.
Loài này thuộc chi Yacuitella. Yacuitella nana được María Elena Galiano miêu tả năm 1999.